# (5057) Weeks
(5057) Weeks est un astéroïde de la ceinture principale.

## Description
(5057) Weeks est un astéroïde de la ceinture principale. Il fut découvert le 22 février 1987 à La Silla par Henri Debehogne. Il présente une orbite caractérisée par un demi-grand axe de 3,12 UA, une excentricité de 0,15 et une inclinaison de 7,0° par rapport à l'écliptique.

## Compléments